# Engelmar
Engelmar ist ein männlicher Vorname.

## Herkunft und Bedeutung
Der Name Engelmar stammt aus dem Althochdeutschen und bedeutet „angesehener Angel“. Er ist ein ungewöhnlicher und selten vergebener Name. Namenstag ist der 14. Januar.

## Bekannte Namensträger
- Engelmar Chrel († 1422), Bischof von Chiemsee
- Engelmar Unzeitig (1911–1945), deutscher Priester und Opfer des Nationalsozialismus
- Engelmar von Passau (875–899), der 9. Bischof von Passau
- Engelmar von Villanders, Landeshauptmann von Tirol 1346–1347